# سروده هیلدهبرند

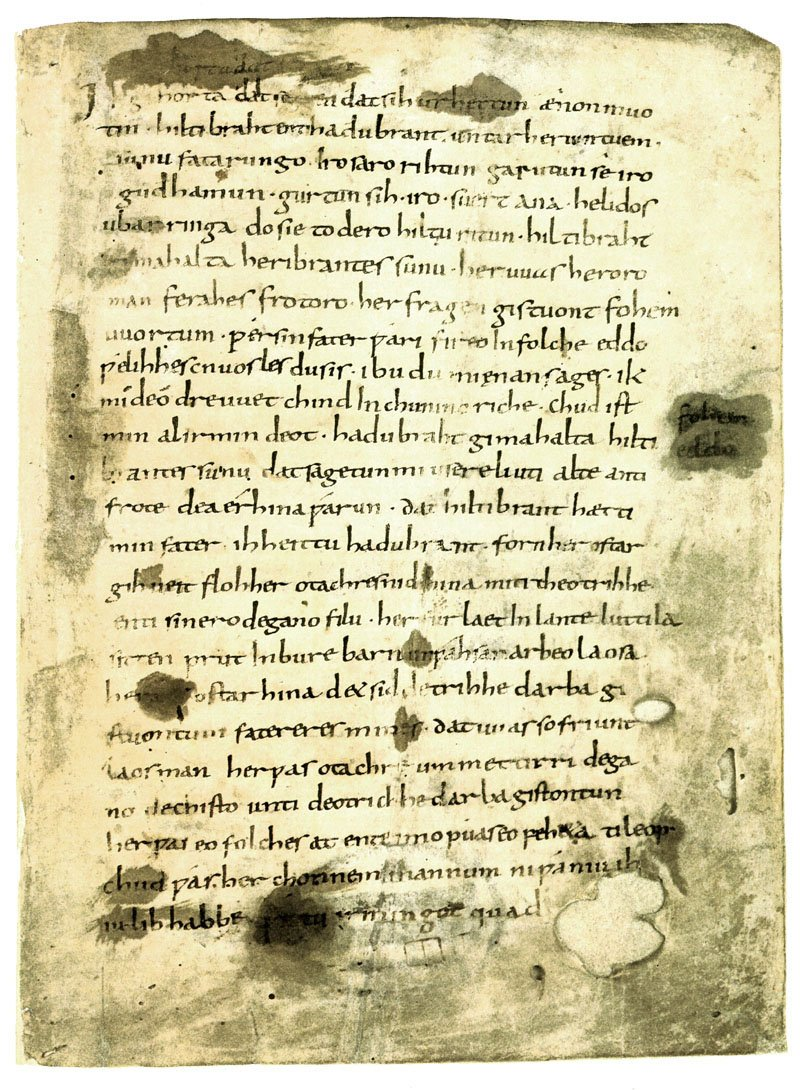
صفحه اول هیلدبراندسلید نوشته.

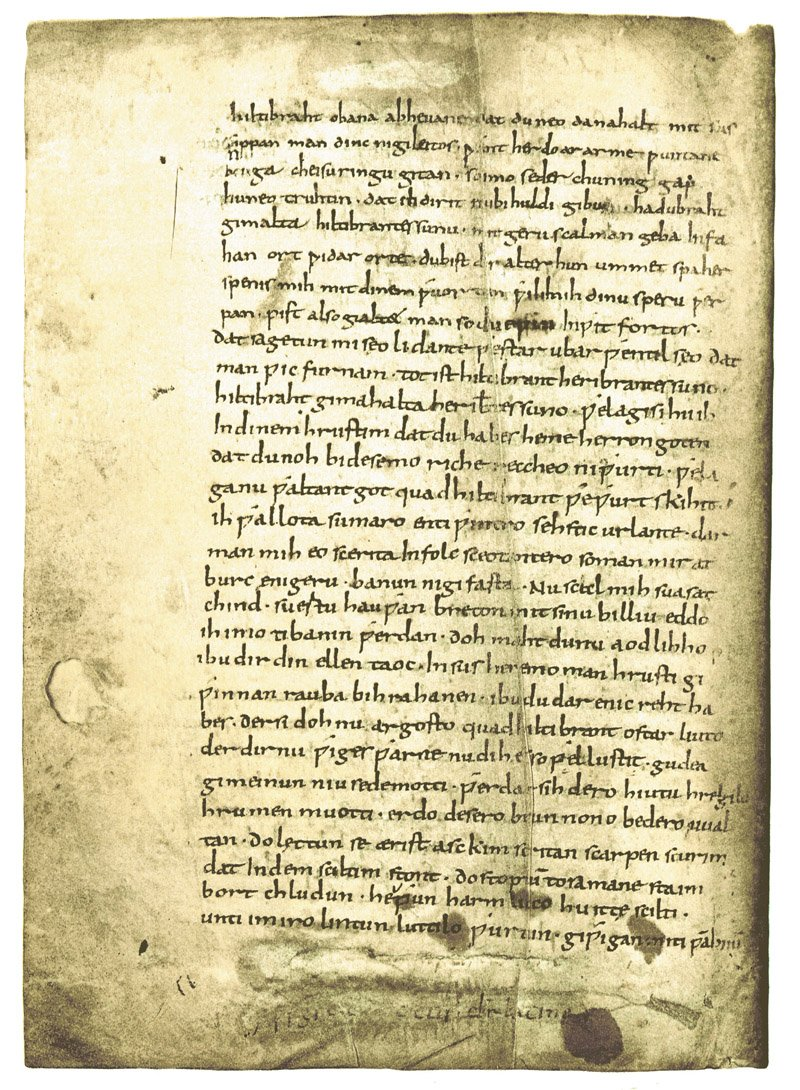
صفحه دوم از هیلدبراندسلید.

هیلدهبرندسلید (سرودهٔ هیلدهبرند) یک شعر غنایی حماسی است که به زبان آلمانی باستان بالا نوشته شده است. این نوشته کهن‌ترین متن شاعرانه آلمانی است که راوی برخورد غم‌انگیز میان یک پدر (هیلدهبرند) و یک پسر (هادوبرند) در نبردی است که او را نمی‌شناسد. این متن تنها بازمانده از این ژانر در زبان آلمانی است که باید در ادبیات شفاهی قبایل ژرمن مهم بوده باشد.
متن در دهه ۸۳۰ نوشته شده که در دو برگ در کتابخانه صومعه فولدا یافت شده‌اند.

## خلاصه داستان
مصرع‌های آغازین شعری صحنه دیدار دو رزمنده را در میدان جنگ به‌تصویر می‌کشند که احتمالاً به رویارویی هم از دو ارتش مختلف رفته‌اند.
در آغاز، هیلدهبرند هویت و شجره‌نامه همرزم خود را می‌پرسد. هادوبرند می‌گوید که پدرش را نمی‌شناسد اما بزرگان به او گفته‌اند که پدرش هیلدهبرند است که به سوی خاور فرار کرده است تا در خدمت تئودریک باشد و از خشم اودوآکر بگریزد؛ و در این راه او همسر و پسرش را رها کرده است. او باور دارد که پدرش مرده است.
هیلده برند در پاسخ گفت که هادوبراند هرگز با چنین نزدیک خویشاوندی به جنگ نمی‌رود و به بازوبند زرینی که فرمانده هونها به او هدیه داده است را پیشکش می‌کند (اشاره به آتیلا که با توجه به افسانه تئودریک خادم او بوده است).
هادوبراند این را به یک نیرنگ می‌پندارد و آن را نمی‌پذیرد و هیلدهبرند را فریبکار می‌خواند. هیلدهبرند سرنوشت خود در این می‌بیند که در جنگ با او یا بدست پسرش کشته شود یا پسر خود را بکشد.
آن‌ها مبارزه را آغاز می‌کنند اما متن دست نوشته با این بخش پایان می‌گیرد که سپر آن‌ها خورد می‌شود. دنبالهٔ شعر مشخص نیست و پایان داستان آشکار نمی‌شود.